# 理性偏好
理性偏好（Rational Preference）可以定义为一个偏好关系满足二元关系中的完备性和传递性，即：
1. 完备性：对于所有的{\displaystyle x,y\in X}，有{\displaystyle x}≳{\displaystyle y}或者{\displaystyle y}≳{\displaystyle x}，或者同时成立，
2. 传递性：对于所有的{\displaystyle x,y,z\in X}，如果{\displaystyle x}≳{\displaystyle y}且{\displaystyle y}≳{\displaystyle z}，则{\displaystyle x}≳{\displaystyle z}。